# Poezia în Califatul Abbasid
Poezia în Califatul Abbasid se referă la poeziile scrise în perioada cuprinsă între anii 750-1258. Incluzând o mare parte din Asia de Vest și Africa de Nord și cu capitala la Bagdad, Califatul Abbasid a urmat Califatului Omeiad.  

## Contextul istoric

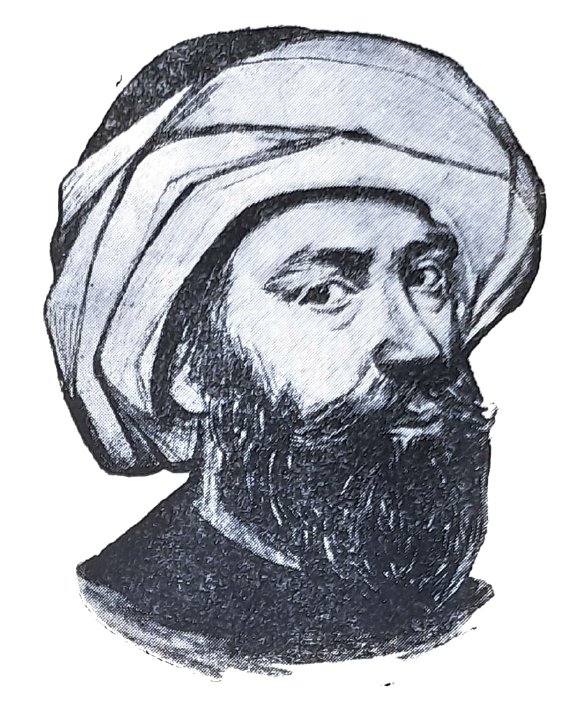
Al-Mansur

La Bagdad, califul Al-Mansur (Abu Ja'far Abdallah ibn Muhammad al-Mansur (în arabă ابو جعفر عبدالله ابن محمد المنصور), (n. 712 - d. 775)) s-a înconjurat de o serie de personalități non-arabe, lucru ce a condus la o contopire a culturii arabe cu cea persană, la care s-a adăugat în mare măsură și vechea cultură greacă, fapt ce a condus la o dezvoltare a științelor, spre deosebire de Europa secolelor întunecate. Tot califul Al-Mansur a stabilit relații diplomatice cu dinastia chineză Tang, după ce a ajutat-o cu forțe armate să-și mențină supremația. Mai târziu, Abu Ja'far Harun ibn Muhammad al-Mahdi (أبو جعفر هارون ابن محمد المهدي) sau Harun ibn al-Mahdi (هَارُون ابْنِ ٱلْمَهْدِيّ, c. 763 sau 766 – 24 martie 809), mai cunoscut fiind ca Harun al-Rashid (هَارُون الرَشِيد, Hārūn al-Rashīd) a deschis o ambasadă la curtea chineză.

## Rolul social
Recitarea poeziilor făcea dovada capacităților intelectuale și a experienței de viață. La târgul anual de la Mecca (مكة المكرمة - makat almukarama ), participanții recitau poezii care criticau sau preamăreau pe alții. De aceea, poezia era o experiență publică, unde arabii erau puși să judece calitatea cuvântului exprimat.
Proverbele, în epoca abbasidă, au fost atribuite marilor autori care s-au consacrat mai ales „poemelor căinței”, zuhdiyyat. Cele mai cunoscute ziceri au fost adunate sub denumirea a ceea ce este cunoscut sub denumirea de „qaside ale proverbelor”.
Preamărirea sau criticarea altora prin poezie a făcut ca aceasta să aibă un rol important la curtea abbasidă, fiind memorată și recitată de literații care aveau să devină cu timpul o parte a elitei sociale. Incontestabil, aceste preamăriri aduceau cu sine și exagerări, dar demonstrează oricum că regalitatea aprecia întărirea reputației sale prin cuvântul rostit.
Temele poeziei din perioada abbasidă nu se limitau doar la glorificare, ci existau și alte teme precum dragostea (ghazal - غزال) sau suferințele poetului.

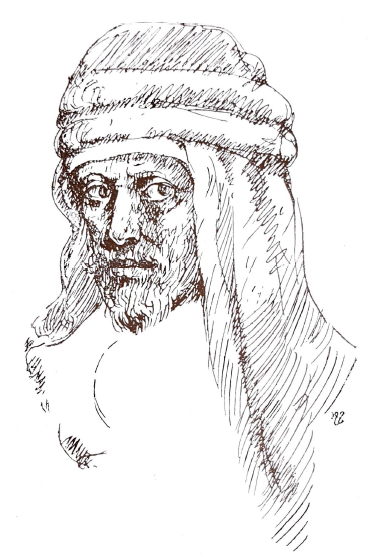
Al-Mutanabbī.

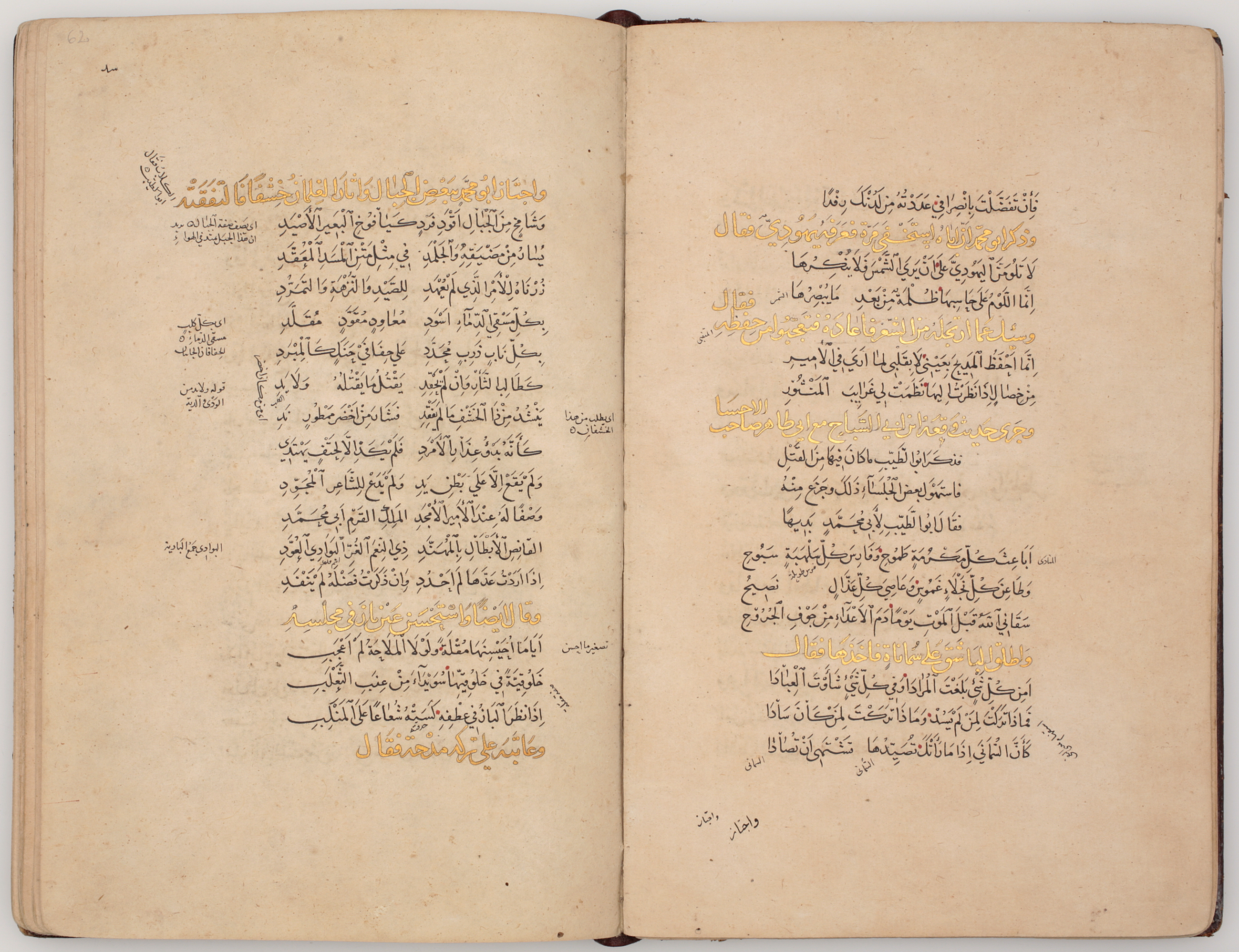
Diwan-ul poeziei lui Al-Mutanabbi de la începutul sec. al XIV-lea din Iran, Khalili Collection of Islamic Art

Poeții aparțineau unor diverse familii intelectuale de la Bagdad alții chiar și înalți funcționari publici, demnitari, precum Isḥāq al-Ṣābi (أبو إسحاق إبراهيم بن هلال الصابئ - Abū Isḥāq Ibrāhīm ibn Hilāl al-Ṣābi), care s-a remarcat atât ca poet, cât și ca scriitor de scrisori; alții provin, cum s-ar spune, din popor, cum ar fi Abū al-Ṭayyib al-Mutanabbī (أبو الطيب أحمد بن الحسين المتنبّي الكندي - Al-Mutanabbi; c. 915 – 23 September 965 AD), cel mai prestigios panegirist din literatura arabă. Un exemplu elocvent sunt versurile 29 și 30 din poezia “poeților nelegiuiți” (sa’ahk)
„Oamenii știu cu siguranță că cel care a sădit-o
Cu viclenie, își va aduna recolta din [propriul] suflet.”

## Tematica

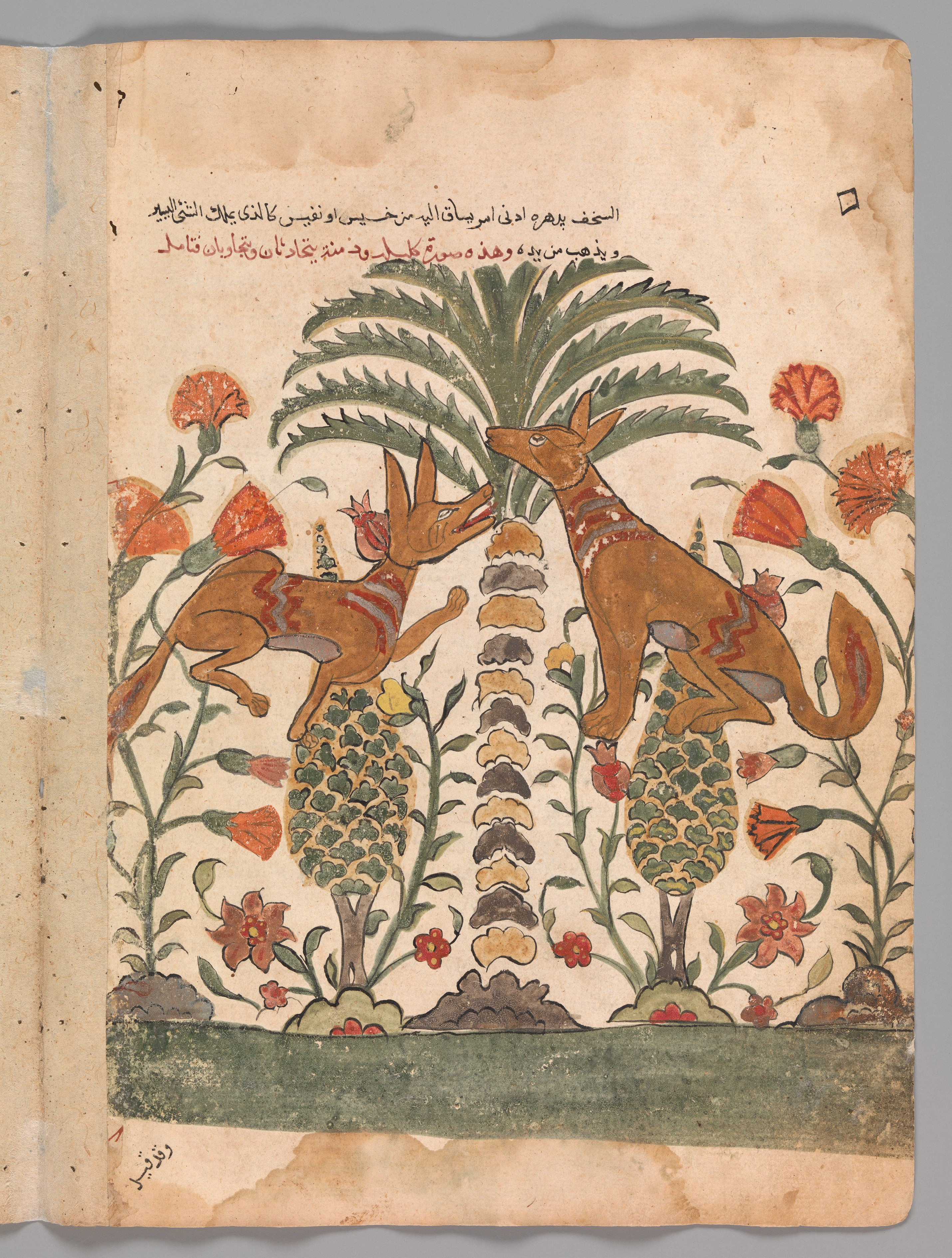
Kalila și Dimna

Colecția didactică numită Kalila și Dimna (كليلة ودمنة)(publicată în 2010 în limba română de editura Polirom sub titlul „Ibn al-Muqaffa‘, Kalila și Dimna sau Poveștile lui Bidpai” prefață, note și traducere de Prof. Univ. Habil George Grigore)  arată că abbasizilor le plăcea literatura plină de povețe legate de comportament și care avea și un caracter distractiv.
'Baššār ibn Burd (714-784) (بشار بن برد‎) numit și "al-Mura'ath" era un poet de la începutul perioadei abbaside, care a influențat generațiile de poeți ce au urmat. Caracterizată printr-o stilistică mai complexă și numeroase înnoiri epoca abbasidă a impus o astfel de transformare.  
LAUDĂ

Chemarea mea cuprinde a neamului pecete
de lei strânși în hățișuri, sălbatice boschete,
stăpâni ai măreției, puterii și nobleței,
îl fac pe-nvins mândria să nu și-o mai regrete...
IUBITO, N-AM PĂCĂTUIT...
Iubito, n-am păcătuit
cu tine – cum să mă feresc?...
Să-mi fii tu leacul de iubire!

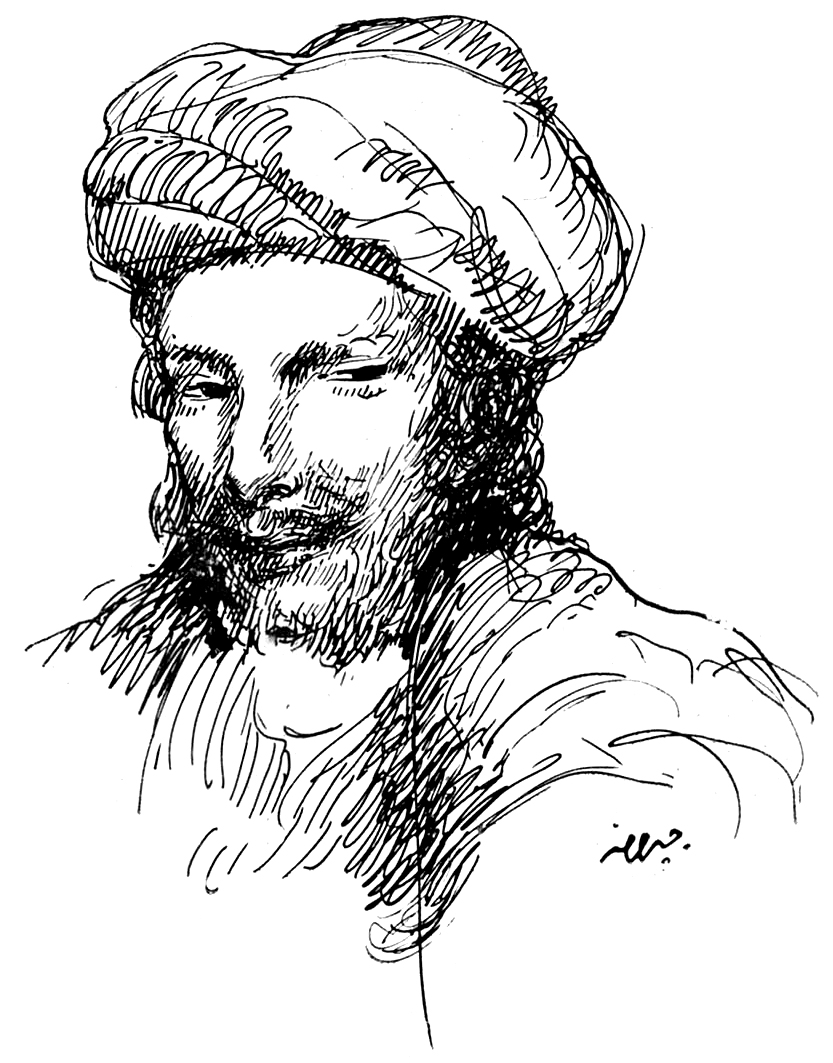
Abu Nuwas

Sub influența persană, poemele de dragoste nu mai erau dramatice, ele proliferau comportamentele bahice, în fapt, o împotrivire la adresa societății musulmane, dar și o căutare a fericirii individuale. Este de menționat astfel poezia de pahar/a vinului khamriyyāt - خمريات. Contestată de musulmanii pioși, poezia aceasta își ducea spre erotic discursul său.În cunoștință de cauză, poetul Abu Nuwas sau Abu Nawas (Abū Nuwās: أبو نواس) (mijlocul secolului al VIII-lea - 814), își recunoaște păcatul. El scrie:
Cântă cu mine, Suleyman, și dă-mi vin ca să beau
toarnă-mi o cupă ca să nu aud chemarea muezinului.
Dintre poeziile vinului compuse de poetul mai sus amintit se pot menționa TRUP FĂRĂ SUFLET, VINUL ÎN RAI, VINUL DE ZORI, VINUL DE SEARĂ, VINUL DE FOC, VINUL DE ROZE, ÎNTINDE-MI IARĂȘI VINUL..., PEȚIREA, VIN BUSUIOC, TESTAMENTAceste teme ale poeziilor ne sugerează că în perioada respectivă distracția era foarte apreciată. Poemul vinului (Hamriyya), scris de Umar ibn al-Farid (1181- 1235  - عمر بن علي بن الفارض - ),  are faima de a fi cel mai lung poem sufi în arabă, elogiind prin metafora vinului extazul.
Conducătorii arabi erau pasionați de vânătoare și își luau suita la astfel de activități. Noaptea, bărbații recitau poezii legate de vânătoarea la care participaseră, poezie numită tardiyyah - تاردية. Ca și Abu Nuwas, un alt poet, Ibn al-Mu’adhdhal (fost calif) a scris poezie de vânătoare în metrul numit rajaz – urjūzah.  Un om trebuia să fie destul de înstărit pentru a vâna din plăcere. Acest fapt este subliniat și confirmat de stilul poeziei de vânătoare care este scrisă într-un mod sugestiv legat de statutul social.  
IBN AL MU-TAZZ – Arcul și ținta
”Nu știu vânători fără galbena strună
sucită la vorba arcașului sună
cum lacrimi căzând pe pământ uscat-
de meșteri săgeți migălite-s o lună...”

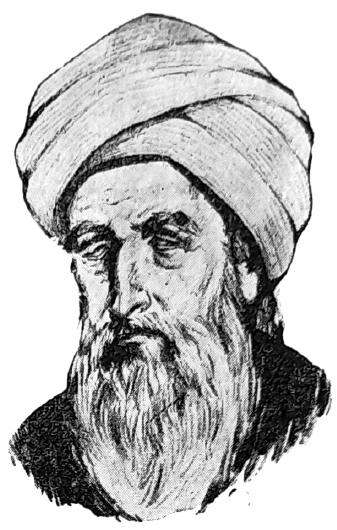
al-Maʿarrī

 Poemele ascetice sunt și ele prezente în această perioadă. Califul al-Radi Bi-llah (الراضي بالله - decembrie 909 – 23 decembrie 940) scria:
„Orice plăcere pură se-ntunecă deodată/
încrederea și paza s-o spulberi te repezi./
O, tu, cel care speri, rătăcitorul printre
atâtea deziluzii și-ademeniri, ce vezi?
Unde-i acela care ți-a fost înaintașul
și urma și-a lăsat pe-al lumii meterez?
Al lui Allah să fie laptele cărunteții (n.a. cu sensul de „binecuvântat fie”)　
ce predică: «Să fii pregătit, să nu te-ncrezi!»”.
Contemplația filozofică și pesimismul se regăsesc în poezia lui al-Maʿarrī. Viața este o înșiruire de nenorociri, nu numai o trecere scurtă spre viața veșnică.

PĂZIT VEI FI DE RELE...
”Păzit vei fi de rele dacă aduni cuvinte,
și în același timp lovit de nenoroc
Măsoară-ți cu balanța rostirea și-ți trimite,
Mâinile cu măsură să-mpartă la soroc.
Câte femei crescându-și feciorii ca palmierii,
Doar roadele tristeții pe crengi văd că se coc!...”